# Ozërnyj (Oblast' di Smolensk)
Ozërnyj (in russo Озёрный?; fino al 1964: Sloboda, Слобода́) è un insediamento di tipo urbano dell'oblast' di Smolensk, in Russia; è situato nel distretto Duchovščinskij.
Si trova 100 km a nord di Smolensk.